# Saillac, Corrèze
Saillac är en kommun i departementet Corrèze i regionen Nouvelle-Aquitaine i de centrala delarna av Frankrike. Kommunen ligger  i kantonen Meyssac som tillhör arrondissementet Brive-la-Gaillarde. År 2022 hade Saillac 210 invånare.

## Befolkningsutveckling
Antalet invånare i kommunen Saillac
Referens:INSEE